# 米莉森特·福西特

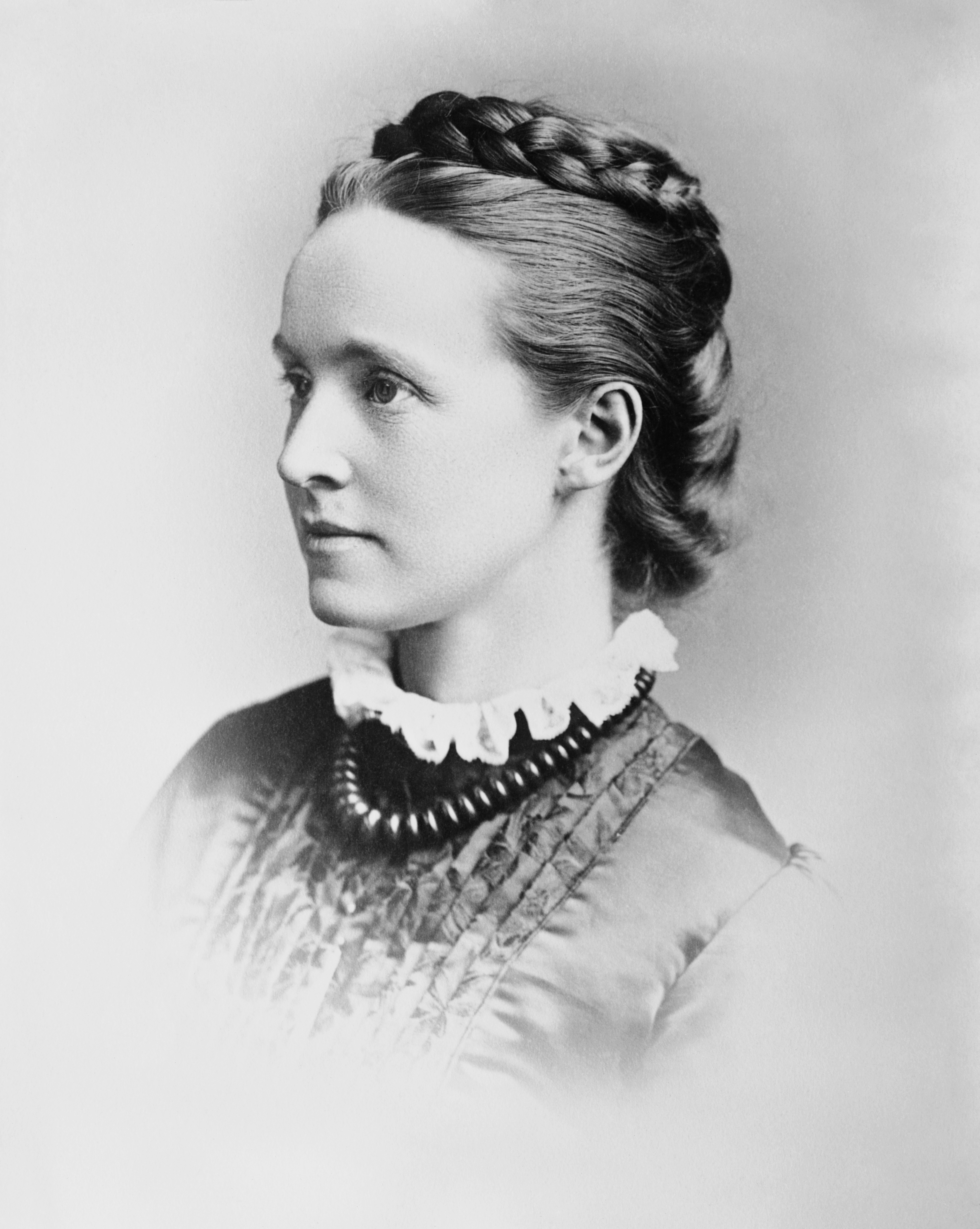
米莉森特·福西特，攝影於1913年5月24日。

米莉森特·加勒特·福西特女爵士，GBE（英語：Dame Millicent Garrett Fawcett；1847年6月11日—1929年8月5日），是一位女權運動者。她是20世紀初英國女性參政平權的重要推手之一。

## 重要事蹟
19歲那年，她在聆聽英國政治思想家约翰·斯图尔特·密尔一場關於女性平權的演講後，投入由彌爾率領的女權運動，並收集了英國史上第一份婦女參政權請願書的連署簽名。
1897年，她率領成立英國「全國婦女選舉權聯盟」（NUWSS），以發派傳單、組織會議、遞交請願信等溫和手段，要求修改憲法賦予女性平等的參政權，成為女性平權運動的重要角色。

## 紀念
2018年6月11日，Google在英國版首頁以首頁塗鴉紀念福西特171歲冥誕。